# Grammaire du klingon
 (mai 2024).
 (juillet 2015).
La langue fictive klingon et sa grammaire, ont été créées par Marc Okrand pour l'univers de fiction de Star Trek. C'est la langue parlée par la race extraterrestre Klingon de cet univers. C'est une langue agglutinante qui possède une structure d'actance de type nominatif/accusatif. Elle possède un grand nombre de traits grammaticaux étranges qui accentuent l'originalité de cette langue. 

## Noms
Le klingon a trois genres grammaticaux. Le premier genre contient les êtres vivants qui ont la capacité innée de parler. Le deuxième contient les parties du corps (pas le corps lui-même) et le troisième contient tout autre nom. Le klingon n'a pas de déterminant, donc le mot raS table peut être traduit comme une table ou la table. Le choix entre les deux varie suivant le contexte.

### Suffixes
Il y a cinq catégories de suffixes nominaux. Un mot qui a un suffixe d'une catégorie ne peut pas avoir un autre suffixe de la même catégorie.

#### Catégorie 1
Il y a trois suffixes dans cette catégorie : un suffixe augmentatif -’a’,
- ghom groupe → ghom’a’ foule

un suffixe diminutif -Hom
- yuQ planète → yuQHom planétoïde

et un suffixe qui indique l'affection vers le nom -oy.
- SoSnI’ grand-mère → SoSnI’oy mémé

#### Catégorie 2
Cette catégorie de suffixe marque le pluriel. Il y a trois suffixes, un pour chaque genre.
Le suffixe -pu' se trouve après les noms des êtres vivants qui peuvent parler
- qetwI’ coureur → qetwI’pu’ coureurs

Le suffixe -Du' se trouve après les noms pour les parties du corps,
- ghop main → ghopDu’ mains

et le suffixe -mey se trouve après tout autre nom.
- quS chaise → quSmey chaises

Si -mey se trouve après un nom qui prend normalement un -pu' ou un -Du', il indique l'éparpillement .
- puq enfant → puqmey enfants éparpillés

Si un pronom, préfixe verbal, ou numéro indique déjà qu'un nom est au pluriel, aucun suffixe de cette catégorie n'est ajouté,. 

#### Catégorie 3
Cette catégorie indique les pensées du locuteur envers le nom. Il y a trois suffixes dans cette catégorie. 
Le suffixe dubitatif -qoq indique que la mise en doute du locuteur.
- Qapla’ succès → Qapla’qoq soi-disant succès

Le suffixe -Hey indique que l'incertitude du locuteur.
- Duj vaisseau spatial → DujHey peut-être (un) vaisseau spatial

Le suffixe -na’ indique que la certitude du locuteur.
- jup ami(e) → jupna’ sans-doute (un) ami(e)

#### Catégorie 4
Cette catégorie de suffixe indique la possession ou spécifie l'objet duquel on parle. Elle contient douze suffixes.
| [ 7 ]                              | 1re personne du singulier | 2e personne du singulier | 3e personne du singulier | 1re personne du pluriel | 2e personne du pluriel | 3e personne du pluriel |
| Ne peuvent pas utiliser une langue | -wIj                      | -lIj                     | -Daj                     | -maj                    | -raj                   | -chaj                  |
| peuvent utiliser une langue        | -wI’                      | -lI’                     | -Daj                     | -ma’                    | -ra’                   | -chaj                  |

Il y a aussi le suffixe -vam (celui-ci), qui indique que l'objet est proche et le suffixe -vetlh (celui-là), qui indique que l'objet n'est pas proche.
Exemples :
- Possessifs : nav papier → navwIj mon papier
- Possessifs d'utilisateurs de langue : qeSwI’pu’ conseillers → qeSwI’lI’ tes conseillers
- Deixis : Soj nourriture → Sojvam cette nourriture(-ci)

#### Catégorie 5
Cette catégorie de suffixe joue un rôle syntaxique dans la phrase. Il y a cinq suffixes dans cette catégorie.
Le suffixe locatif -Daq indique que l'action de la phrase se passe dans, sur, ou à l'endroit du nom. Avec certains verbes, cela indique le déplacement du nom. 
- juHmaj notre maison → juHmajDaq dans notre maison

Le suffixe ablatif -vo’ indique que l'action se passe loin du nom. De même, avec certains verbes, cela indique le déplacement du nom.
- qoj falaise → qojvo’ loin de la falaise

Le suffixe causal -mo’ indique que l'action se passe à cause du nom.
- ghu’ situation → ghu’mo’ à cause de la situation

Le suffixe datif/benefactif -vaD indique le complément du verbe indirect, ou la personne pour qui l'action a été faite. 
- ngevwI’ vendeur → je’wI’vaD au/pour le vendeur

Le suffixe -’e’ indique le thème de la phrase ou donne l'emphase au nom, et marque aussi l'antécédent d'une proposition relative.

## Verbes
Les verbes klingons ne se conjuguent pas au temps, seulement à l'aspect. Le temps est décrit par des adverbes temporels, ou par le contexte. Il y a dix catégories de suffixes verbaux. Un mot qui a un suffixe d'une catégorie ne peut pas avoir un autre suffixe de la même catégorie, sauf pour la dixième catégorie de suffixes « vagabond » (klingon:lengwI’), qui modifie la base et les autres suffixes. Le verbe klingon n'a pas de forme infinitive, et la forme de base représente des combinaisons de sujets et de compléments du verbe direct de 3e personne

### Préfixes
Les préfixes du klingon se conjuguent avec le sujet et le complément du verbe direct. En klingon, Il n'y a pas de vous « de politesse ».
| Préfixes à l'indicatif | Préfixes à l'indicatif             | Complément du verbe direct      | Complément du verbe direct | Complément du verbe direct | Complément du verbe direct | Complément du verbe direct | Complément du verbe direct | Complément du verbe direct |
| Préfixes à l'indicatif | Préfixes à l'indicatif             | Sans complément du verbe direct | 1re personne du singulier  | 2e personne du singulier   | 3e personne du singulier   | 1re personne du pluriel    | 2e personne du pluriel     | 3e personne du pluriel     |
| ---------------------- | ---------------------------------- | ------------------------------- | -------------------------- | -------------------------- | -------------------------- | -------------------------- | -------------------------- | -------------------------- |
| Sujet                  | 1re personne du singulier          | jI-                             | s/o                        | qa-                        | vI-                        | s/o                        | Sa-                        | vI-                        |
| Sujet                  | 2e personne du singulier           | bI-                             | cho-                       | s/o                        | Da-                        | ju-                        | s/o                        | Da-                        |
| Sujet                  | 3e personne du singulier           | Ø-                              | mu-                        | Du-                        | Ø-                         | nu-                        | lI-                        | Ø-                         |
| Sujet                  | 1re personne du pluriel            | ma-                             | s/o                        | pI-                        | wI-                        | s/o                        | re-                        | Di-                        |
| Sujet                  | 2e personne du pluriel             | Su-                             | tu-                        | s/o                        | bo-                        | che-                       | s/o                        | bo-                        |
| Sujet                  | 3e personne du pluriel             | Ø-                              | mu-                        | nI-                        | lu-                        | nu-                        | lI-                        | Ø-                         |
| Sujet                  | Avec le suffix du catégorie 5 -lu' | Ø-                              | vI-                        | Da-                        | Ø-                         | wI-                        | bo-                        | lu-                        |

| Légende | Valeur                                                               |
| ------- | -------------------------------------------------------------------- |
| s/o     | Sujet et CVD explicite requis, ou suffixe de catégorie 1 obligatoire |
| Ø-      | Combinaison indiqué par absence de préfixe                           |

| Préfixes à l'impératif | Préfixes à l'impératif   | Complément du verbe direct      | Complément du verbe direct | Complément du verbe direct | Complément du verbe direct | Complément du verbe direct |
| Préfixes à l'impératif | Préfixes à l'impératif   | Sans complément du verbe direct | 1re personne du singulier  | 3e personne du singulier   | 1re personne du pluriel    | 3e personne du pluriel     |
| ---------------------- | ------------------------ | ------------------------------- | -------------------------- | -------------------------- | -------------------------- | -------------------------- |
| Sujet                  | 2e personne du singulier | yI-                             | HI-                        | yI-                        | gho-                       | tI-                        |
| Sujet                  | 2e personne du pluriel   | pe-                             | HI-                        | yI-                        | gho-                       | tI-                        |

Le verbe doit être accordé même si le pronom personnel est présent.

### Les Suffixes

#### Catégorie 1
Cette catégorie de suffixe passe le sujet au complément d'objet direct. Il y a deux suffixes dans cette catégorie, et ils ne se trouvent jamais avec un verbe intransitif.
Le suffixe -egh indique que chaque sujet du verbe fait une action sur lui-même (forme réfléchie).
- jIlegh Je vois → jIlegh'egh Je me vois (au sens littéral)
- ma’ang Nous révélons → ma’ang’egh Nous nous révélons (individuellement)

Le suffixe -chuq indique que les sujets du verbe font l'action sur autrui (forme réciproque). 
- Sughom Vous rencontrez → Sughomchuq Vous vous rencontrez les uns les autres

#### Catégorie 2
Cette catégorie de suffixe décrit la volonté du locuteur. Il y a cinq suffixes dans cette catégorie.
Le suffixe -nIS indique que le sujet doit faire l'action. 
- choQaH tu m'aides → choja’nIS tu dois m'aider

Le suffixe -qang indique que le sujet fait l'action volontairement.
- lungev Ils le vendent → lungevqang Ils le vendent volontairement

Le suffixe -rup indique que le sujet est prêt à faire l'action. 
- poj Il/elle l'analyse → pojrup Il/elle est prêt/e à l'analyser.

Le suffixe -beH indique que le sujet a été préparé pour compléter l'action.
- poj Ça l'analyse → pojbeH Il (inanimé) est prêt à l'analyser'

Le suffixe -vIp indique que le sujet a peur de faire l'action.
- Dabej Il le regarde → bIbejvIp Il a peur de le regarder

#### Catégorie 3
Cette catégorie de suffixe décrit le changement du verbe. Il y a deux suffixes dans cette catégorie. 
Le suffixe -choH indique que le verbe représente un changement d'état, ou que l'action du verbe commence.
- yIt Elle marche → yItchoH Elle commence à marcher
- Doq Il est rouge → DoqchoH Il devient rouge

Le suffixe -qa' indique que l'action a été arrêtée, mais recommence, ou que l'action est refaite.
- yIQIj Explique-le → yIQIjqa’  Explique-le encore

#### Catégorie 4
Le seul suffixe suffixe dans cette catégorie est le causatif -moH. Il indique que le sujet cause l'action au complément d'objet direct. S'il s'ajoute à un verbe transitif, le complément du verbe direct devient le complément du verbe indirect. Plusieurs mots klingons sont construits avec ce suffixe. Par exemple, Le verbe nettoyer (Say’moH), se construit à partir du verbe être propre (Say’).
| poS                  | lojmIt |
| -------------------- | ------ |
| être ouvert          | porte  |
| La porte est ouverte |        |

| lojmIt                                     | poS         | - | moH      | ghot     |
| ------------------------------------------ | ----------- | - | -------- | -------- |
| porte                                      | être ouvert | + | causatif | personne |
| La personne cause que la porte est ouverte |             |   |          |          |
| La personne ouvre la porte                 |             |   |          |          |

| paq                 | Da    | - | nej      |
| ------------------- | ----- | - | -------- |
| livre               | je-le | + | chercher |
| Je cherche le livre |       |   |          |

| paq                          | - | vaD   | qa    | - | nej      | - | moH      |
| ---------------------------- | - | ----- | ----- | - | -------- | - | -------- |
| livre                        | + | datif | Je-te | + | chercher | + | causatif |
| Je te fais chercher le livre |   |       |       |   |          |   |          |

#### Catégorie 5
Il y a deux suffixes dans cette catégorie, qui n'ont aucun rapport entre eux. Le suffixe -lu’ indique un sujet indéfini. Avec ce suffixe, les préfixes verbaux qui indiquent normalement un sujet de première ou deuxième personne indiquent un complément du verbe direct . Le suffixe -laH indique la capacité du sujet de faire l'action.
Exemples :
| much                                                                     | bej      | - | lu’            |
| ------------------------------------------------------------------------ | -------- | - | -------------- |
| présentation                                                             | regarder | + | sujet indéfini |
| On regarde la présentation (dans le sens "La présentation est regardée") |          |   |                |

| vI                           | - | tlha’  | - | lu’            |
| ---------------------------- | - | ------ | - | -------------- |
| Je-le                        | + | suivre | + | sujet indéfini |
| On me suit ("Je suis suivi") |   |        |   |                |

- vIbom Je le chante → vIbomlaH Je peux le chanter

#### Catégorie 6
Cette catégorie de suffixe indique ce que le locuteur pense de ce qu'il dit. Il y a quatre suffixes dans cette catégorie.
Le suffixe -chu’ indique que le locuteur considère que l'action a été faite de la meilleure manière possible.
- pIQoy Nous vous entendons → pIQoychu’ Nous vous entendons parfaitement

Le suffixe -bej indique la certitude. 
- bInep Tu mens → bInepbej Tu mens (et je n'ai aucun doute)

Le suffixe -law’ indique une manque de certitude. 
- luyaj Ils le comprennent → luyajlaw’ Ils semblent le comprendre

Le suffixe -ba’ indique que le locuteur pense qu'il est évident que l'action a lieu.
- lupar Ils ne l'aiment pas → luparba’ Ils ne l'aiment pas évidemment

#### Catégorie 7
Cette catégorie du verbe indique l'aspect du verbe.
Le suffixe perfectif -pu’ indique que, dans le contexte temporel de la phrase, l'action est achevée.
- qaS Ça se passe → qaSpu’ Ça s'est passé

Le suffixe -ta’ indique aussi que l'action est achevée, et que ça a été fait volontairement,.
- wImutlh Nous les assemblons → wImutlhta’ Nous les assemblons (exprès)

Le suffixe progressif -taH indique que l'action est en train de se passer. 
- jItlhuH Je respire → jItluHtaH Je suis en train de respirer

Le suffixe -lI’ indique que l'action est en train de se passer, mais qu'elle va se finir. 
- vISop Je le mange → jISoplI’ Je suis en train de le manger (mais je finirai après un moment)

L'aspect perfectif peut aussi être indiqué par le mot rIntaH, qui va après le verbe principal. Cela donne au verbe une connotation d'irréversibilité.
- ghorlu’ rIntaH Il a été brisé (et ne peut pas être réparé)

#### Catégorie 8
Il n'y a qu'un suffixe dans cette catégorie, le suffixe honorifique -neS. Un locuteur l'utilise en parlant à un supérieur social, politique, militaire, ou seulement pour être poli ou pour montrer du respect envers quelqu'un.
- -neS: qaqIH Je vous rencontre (pour la première fois) → qaqIHneS Je suis honoré de vous rencontrer (pour la première fois)

#### Catégorie 9
Cette catégorie de suffixe joue un rôle syntaxique dans la phrase. Il y a onze suffixes dans cette catégorie.
Le suffixe -wI’ crée des noms du « quelqu'un qui verbe » ou « quelque chose qui verbe ». Ils ont souvent une traduction finissant par -eur en français. Exemples :
- lo’ utiliser → ’IjwI’ utilisateur
- jachnISchoH devoir commencer à crier → jachnISchoHwI’ personne qui doit commencer à crier
- bIr être froid → wochwI’ personne froide ou chose froide

Le suffixe -ghach crée des noms qui représentent l'action ou la qualité du verbe. Ce suffixe se trouve ordinairement avec d'autre suffixes et rarement seul avec la base du verbe, 
Exemples :
- QallaH être capable de nager → QallaHghach la capacité de nager
- choq préserver → choqghach préservation

Le suffixe -’a’ crée des questions oui/non.
- bIqal tu es corrompu → bIqal’a’? es-tu corrompu ?

Le suffixe -jaj exprime un souhait, un désir.
- bIQap tu réussis → bIQapjaj que tu réussisses.

Le suffixe -bogh crée une proposition relative. Le suffixe -meH crée une proposition de but.
Les cinq prochains suffixes créent des propositions subordonnées. Une proposition subordonnée peut aller avant ou après la proposition qu'elle modifie.
Le suffixe -pa’ indique que l'action arrive.
- jItlheDpa’, yIboQ avant que je m'en aille, assiste-moi

(jItlheD je m'en vais, yIboQ assiste-moi)
Le suffixe -vIS indique que la proposition principale se passe au même moment. Il se trouve toujours avec le suffixe de catégorie 7 -taH.
- lumtaHvIS, pagh ta’ Il n'accomplit rien pendant qu'il procrastine

(lum il procrastine, ta’ accomplir, pagh rien)
Le suffix -DI’ indique que la proposition principale se passe immédiatement après que cette proposition soit accomplie.
- qamej chocholDI’ Dès que tu te rapproches, je pars

(jImej Je pars, chochol tu te rapproches)
Le suffixe -chugh crée des phrases conditionnelles.
- DaSamlaHchugh, DaSuqlaH Si tu peux la trouver, tu peux la prendre

(vISam tu peux la trouver, vISuqlaH tu peux l’acquérir (prendre))
Le suffixe -mo’ indique que la proposition principale se passe à cause de cette proposition.
- bI’Ilmo’, vIvoq Je te fais confiance parce que tu es sincère

(bI’Il tu es sincère, qavoq je te fais donc confiance)

#### Vagabond
Cette catégorie de suffixe s’appelle lengwI’ en klingon, qui veut dire « vagabond ». Il y a quatre suffixes vagabonds. Ces suffixes n'ont pas de position fixe par rapport aux autres suffixes, et peuvent aller après la base ou après un suffixe, même après un autre suffixe vagabond, sauf pour un suffixe de catégorie 1, 4, ou 9. Ils ont l'effet de modifier ce que les précèdent.
Le suffixe vagabond -be’ nie ce qui le précède. Il se trouve jamais avec le mode verbal impératif.
- wInaD Nous l'approuvons → wInaDbe’ Nous ne l'approuvons pas
- bo’ollaH Vous pouvez le vérifier → bo’ollaHbe’ Vous ne pouvez pas le vérifier

Le suffixe vagabond -Qo’ nie ce qui le précède au mode impératif, ou indique un refus par le sujet au mode indicatif.
- yIQIp Sois stupide → yIQIpQo’ Ne sois pas stupide
- vIlon Je l'abandonne → vIlonQo’ Je refuse de l'abandonner

Le suffixe vagabond -qu’  donne l'emphase à ce qui le précède .
- mejnIS Il a besoin de partir → mejnISqu’ Il a vraiment besoin de partir

Le suffixe -Ha’ indique l'opposé du verbe ou de ce qui le précède. S'il se trouve avec un verbe qui n'a pas d'opposé, cela veut dire que l'action est faite de la mauvaise façon. Contrairement à la définition de suffixe vagabond, il peut seulement être placé après la base du verbe. La raison donnée pour sa classification comme suffixe vagabond est l'insistance des grammairiens fictionnels klingons. 
- yIchu’ Active-le → yIchuHa’ Désactive-le
- vIyaj Je le comprends → vIyajHa’ Je ne le comprends pas
- bIQuch Tu es heureux → bIQuchHa’ Tu es malheureux

La position des suffixes vagabonds change selon le sens du mot. Comparez :
lutlhutlhlaH Ils peuvent le boire
lutlhutlhlaHbe’ Ils ne peuvent pas le boire
lutlutlhbe’laH Ils peuvent ne pas le boire
lutlutlhbe’laHbe’ Ils ne peuvent pas ne pas le boire

## Pronom et Copule
Le klingon n'a aucun verbe qui correspond au verbe être, parce que l'idée est exprimée d'une autre façon. Les pronoms sont aussi des verbes qui correspondent au pronom avec le verbe être. Le pronom peut avoir des suffixes verbaux, qui modifient le pronom comme tout autre verbe. S'il y a un sujet de la 3e personne qui n'est pas un pronom, il doit aller après le pronom et avoir un suffixe de catégorie 5 -’e’
| Pronoms                            | 1re personne du singulier | 2e personne du singulier | 3e personne du singulier | 1re personne du pluriel | 2e personne du pluriel. | 3e personne du pluriel |
| peuvent utiliser une langue        | jIH                       | SoH                      | ghaH                     | maH                     | tlhIH                   | chaH                   |
| ne peuvent pas utiliser une langue | jIH                       | SoH                      | 'oH                      | maH                     | tlhIH                   | bIH                    |

Exemples :
- qonwI' tlhIH Vous êtes des compositeurs
- yuQ ’oH tera’’e’ La Terre est une planète

## Adjectifs
Les adjectifs klingons sont aussi des verbes, qui sont intransitifs. Lorsqu'un adjectif est utilisé comme verbe, il se place avant le nom et peut prendre n'importe quel suffixe. S'il est utilisé comme adjectif, il se place après le nom.
Comparez (wep "veste", and yIQ "être mouillé")
wep yIQ
La veste mouillée
yIQ wep
La veste est mouillée
Si un adjectif est utilisé comme adjectif, il peut uniquement prendre le suffixe vagabond -qu’. Les suffixes nominaux de catégorie 5 se placent avec l'adjectif du nom qui l'aurait pris normalement.
pa’Daq dans la chambre
pa’ tInDaq dans la grande chambre (tIn grand)